# Charles Becker
Charles Becker (26 de julho de 1870 – 30 de julho de  1915) foi um policial de Nova York entre  1890 e  1910  que foi julgado, condenado e executado por encomendar a morte de Herman Rosenthal. Becker foi o primeiro policial dos Estados Unidos a receber a pena de morte por assassinato. O escândalo envolvendo sua prisão, julgamento e execução foi um dos eventos mais importantes da época em Nova York. 

## Vida

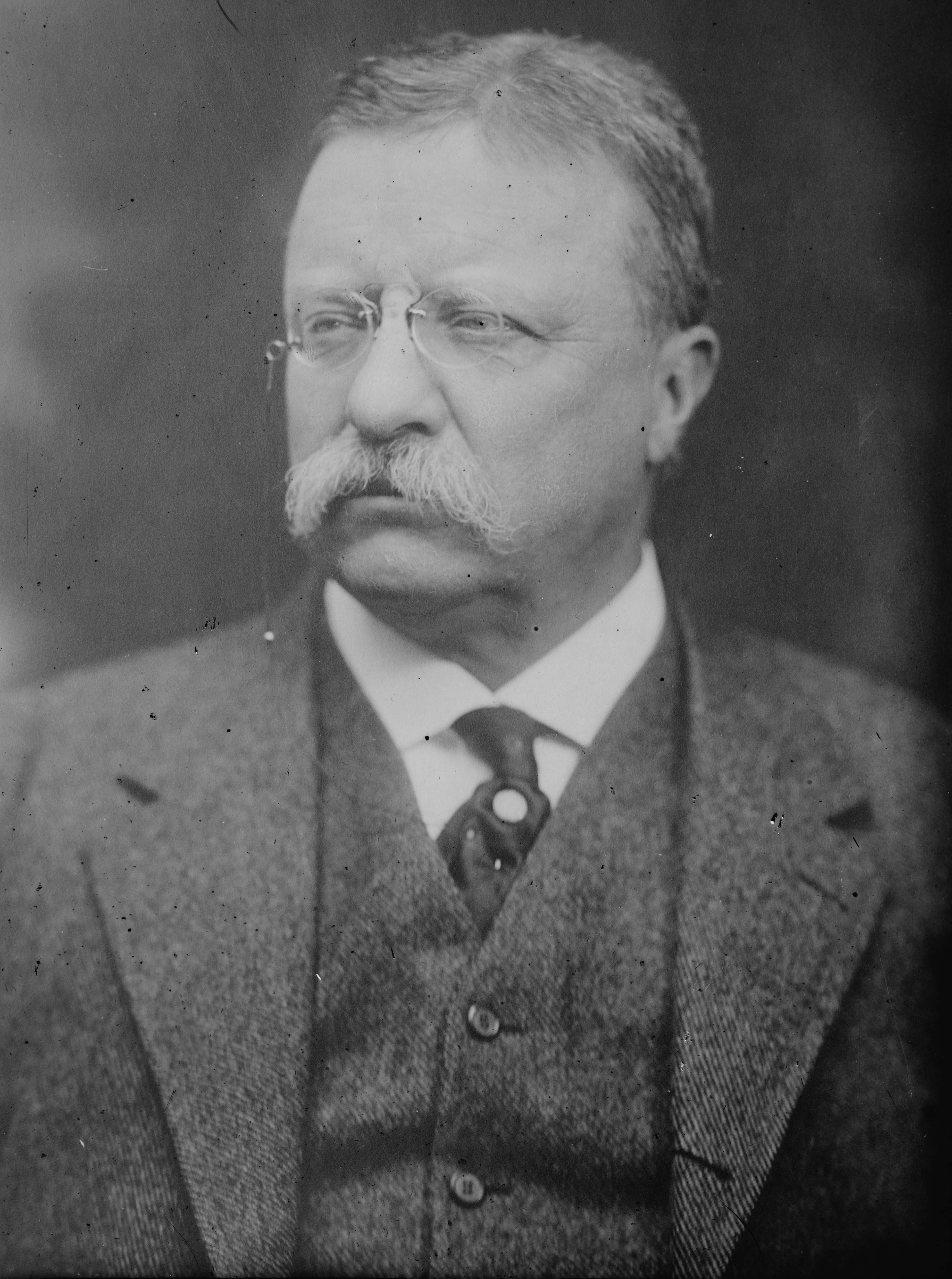
Theodore Roosevelt.

Charles Becker vem de uma família de origem alemã, tendo nascido no vilarejo de Callicoon, no condado de  Sullivan, Nova York. Ele chegou em Nova York em  1890 e trabalhou como segurança numa cervejaria Alemã de Manhattan, antes de se juntar ao departamento de Policia da cidade em novembro de  1893. Becker teve notoriedade pela primeira vez quando prendeu em  1896 uma prostituta chamada Ruby Young (apelido Dora Clark), na  Broadway. A jovem estava junto de duas coristas e do escritor Stephen Crane,que apareceu no dia seguinte para tentar retirar as acusações contra a prostituta. O incidente causou uma situação estranha, pois Becker foi apoiado pelo comissário de policia de Nova York, Theodore Roosevelt, e que considerou a conduta de Crane, na época já bem conhecido, inadequada por defender uma prostituta. Crane protestou dizendo que a jovem não estava fazendo programas quando Becker a teria abordado. Becker só não foi prejudicado pelo caso devido ao apoio de Theodore Roosevelt.

## Movimento de reforma
Em 1902 e 1903 Becker foi um dos líderes de um movimento de reforma para implantação de um sistema que reduziria a jornada de trabalho policial. Em  1906 ele foi designado para participar das investigações de corrupção que um inspetor, Max Schmittberger, estaria cometendo. Com seu trabalho, Becker se tornou conhecido e requisitado na policia, se tornando um dos nomes mais importantes ao lado do Comissário de Nova York, Rhinelander Waldo .

## Crimes
Becker começou a usar sua posição para extorquir dinheiro, adquirindo um patrimônio de cerca de $100,000, advindo de bordeis e cassinos ilegais, que o pagavam para que a policia não os investigassem. Grande parte do dinheiro também era dado a políticos e policiais corruptos. 
Em julho de  1912 eu nome foi associado com outros policiais envolvidos no caso de  Herman Rosenthal. Rosenthal teria denunciado a imprensa que o seu trabalho ilegal com cassinos estava sendo prejudicado por Becker e seus comparsas. Dois dias após a história ser publicada, Rosenthal saia do  Hotel Metropole em Nova York, pouco longe da Times Square. e foi metralhado por um grupo de atiradores vindos do Lower East Side, em Manhattan. Após isso, o investigador de Manhattan Charles S. Whitman, que havia entrevistado Rosenthal antes de sua morte,não fez ressalvas ao associar o grupo de atiradores com Becker. Com o peso da opinião publica, Becker foi afastado das ruas e designado para trabalhos burocráticos.

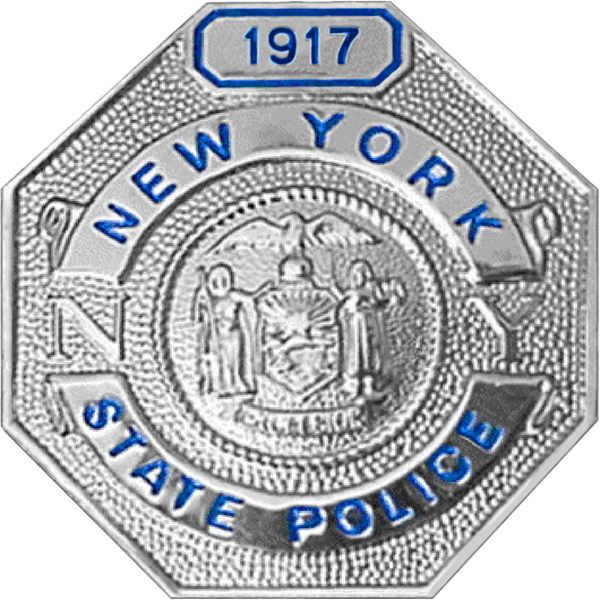
Reprodução de distintivo da Polícia usado na época de Becker

## Julgamento
Em 29 de julho de  1912, Becker foi abordado por detetives do procurador de justiça do distrito e levado preso. Foi julgado e condenado por assassinato. O julgamento foi inválido devido o juiz do caso, John Goff, ter sido tendencioso contra o réu. Todavia, um novo julgamento foi marcado em  1914, e Becker foi condenado da mesma forma. Becker foi levado à cadeira elétrica em 30 de junho de 1915 alegando inocência. Após uma cerimônia católica, foi enterrado no Cemitério de Woodlawn, em 2 de agosto daquele mesmo ano.

## Personalidade
Embora tendo sido um policial de atitudes brutais e corrupto, pessoas que o conheceram disseram que ele era muito inteligente, coisa rara na policia Nova-iorquina da época. Ele não fazia horas extras na delegacia ou ia beber, como grande parte do policiais, preferindo voltar para casa e ajudar sua esposa, que era professora de alunos com necessidades especiais, corrigir os trabalhos dos alunos. No corredor da morte ele ganhou respeito dos outros presos por passar tempo lendo jornais e romances para eles. 
O filho mais velho dele, Howard P. Becker se tornou professor de Sociologia na universidade de Wisconsin-Madison. Sua filha, Charlotte Becker, nascida um ano antes de sua prisão,morreu em 1913, menos de um dia depois do seu nascimento, tendo sido enterrada ao lado do pai. 

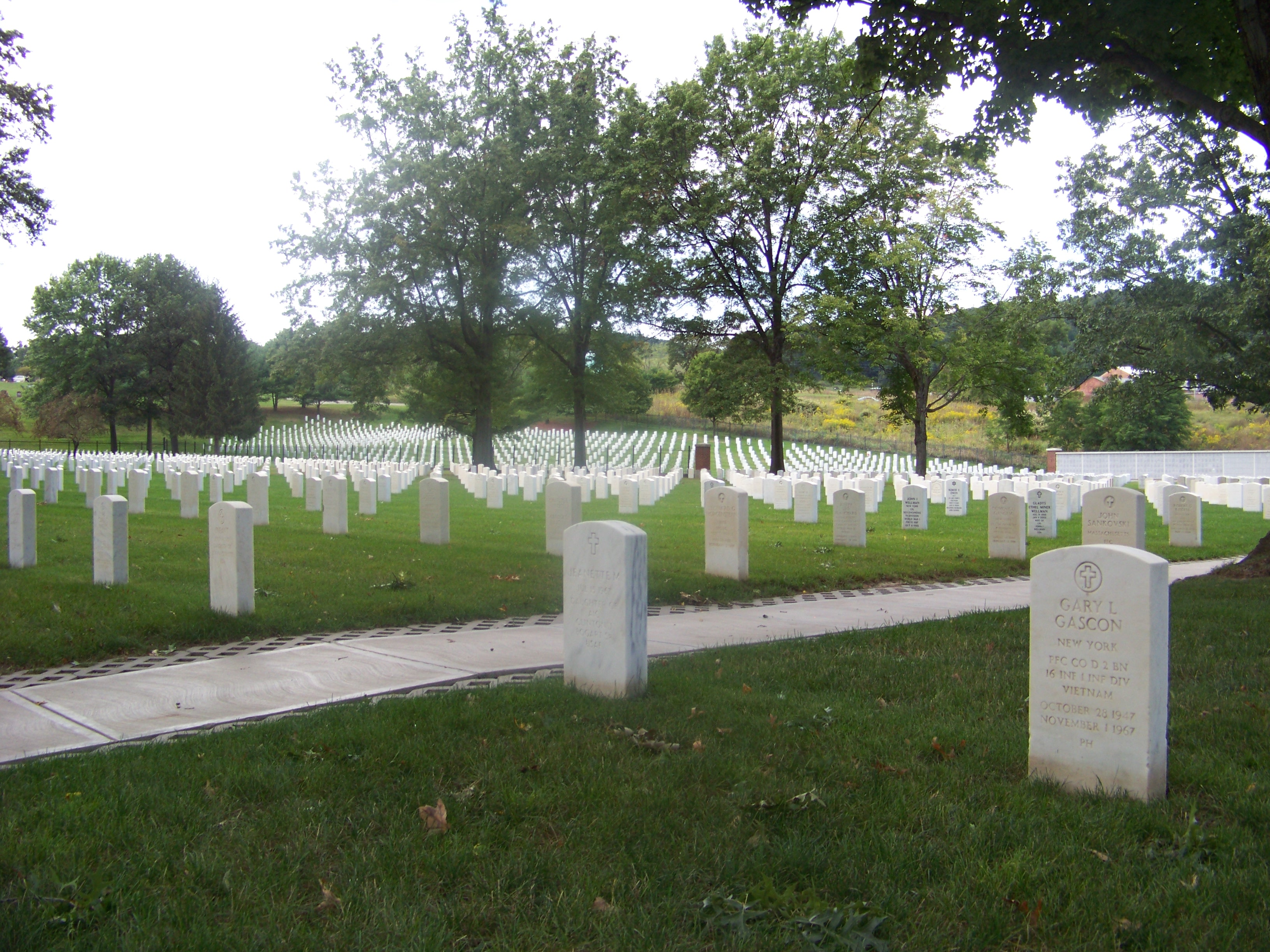
Cemitério de Woodlawn.

### Livros
- Cohen, Stanley, (2006) "The Execution of Officer Becker; The Murder of a Gambler, the Trial of a Cop, and the Birth of Organized Crime."
- Dash, Mike (2007). "Satan's Circus: Murder, Vice, Police Corruption and New York's Trial of the Century"
- Klein, Henry (1927). Sacrificed: The Story of Police Lieut. Charles Becker. New York: Privately published.
- Logan, Andy (1970). Against The Evidence: The Becker-Rosenthal Affair. London: Weidenfeld & Nicolson.
- Pietrusza, David (2003) Rothstein: The Life, Times and Murder of the Criminal Genius Who Fixed the 1919 World Series. New York: Carroll & Graf. (contains a detailed chapter on the Becker-Rosenthal case)

### Artigos em Inglês
- "Entire force of patrolmen in revolt." 6 de abril, 1902. New York Times.
- "Three Platoon system urged by policemen." 21 de agosto, 1902. New York Times.
- "The Strong Arm Squad a terror to the gangs." 13 de agosto, 1911. New York Times.
- "My Story, by Mrs Charles Becker." dezembro, 1914. McClure's Magazine.
- "The Becker case: view of 'The System.'" 11 de novembro, 1951. New York Times Magazine.